# Уэст-Сэндуик
Уэст-Сандуик (англ. West Sandwick) — деревня в западной части острова Йелл в архипелаге Шетландских островов.

## География
Расположена на берегу пролива Йелл-Саунд, разделяющего острова Йелл и Мейнленд. В бухте возле деревни находится коса с собственным именем Урабаг.

## Экономика
Автодорога «A968» проходит через деревню и связывает через паромные переправы с островами Анст на севере и с Мейнлендом на юге.

## Достопримечательности
- Усадьба «Норт-Хаа» XVII века постройки. В 1971 году усадьба и окружающие её постройки включены в список архитектурных памятников категории «A»[2].